# Marijan Brkić
Marijan Brkić (Zagreb, 20. siječnja 1962.), hrvatski je gitarist najpoznatiji po svom djelovanju u rock sastavima Parni valjak i Prljavo kazalište. Osim kao gitarist, na hrvatskoj glazbenoj sceni istaknuo se kao skladatelj, aranžer, producent i glazbeni snimatelj.

## Životopis

### Rano doba
Marijan Brkić rođen je 1962. godine u Zagrebu. Zajedno s bratom Zvonimirom i mlađom sestrom Katarinom, odrastao je u zagrebačkom naselju Dubrava. Njegovi roditelji, majka Julijana i otac Petar, bili su trgovci, a u slobodno vrijeme bavili su se glazbom.
Sa svojim prijateljima okupljao se u parku, gdje su svirali gitare i zabavljali se. Tu se je upoznao s Davorinom Bogovićem, Ninoslavom Hrastekom i Zoranom Cvetkovićem, s kojima je kasnije osnovao sastav 'Ciferšlus'. Pridružio im se i Tihomir Fileš, a Cvetković u sastav dovodi Jasenka Houru i ubrzo mijenjaju ime u Prljavo kazalište.

### Prljavo kazalište
Marijan Brkić svirao je u Prljavom kazalištu skoro deset godina, od 1979. do 1988. Sastav je ubrzo postao vrlo popularan na prostorima bivše Jugoslavije. Brkić nije bio član sastava kada je osnovan, no s vremenom mu se priključio i sudjelovao je kao gitarist na snimanju njihovog prvog studijskog albuma Prljavo kazalište. Album je po mišljenju brojnih kritičara bio najbolji prvijenac u povijesti domaćeg rock and rolla.
Nakon toga slijede albumi; 
- Crno-bijeli svijet (1980.,Suzy), koji je prodan u više od 200.000 primjeraka
- Heroj ulice (1981., Suzy), na kojemu vokale izvodi Jasenko Houra
- Korak od sna (1983., Suzy), prvi puta se pojavljuje kao producent zajedno s Nenadom Zubkom
- Zlatne godine (1985., Jugoton), prvi album na kojemu vokale izvodi Mladen Bodalec
- Zaustavite zemlju (1988., Suzy), koproducent, aranžer i koautor nekih skladbi
- Sve je lako kad si mlad - uživo album (1989., Suzy), aranžer na nekoliko skladbi.
- XXX godina (2009., Croatia Records), gost

Osim što je u sastavu svirao gitaru, također je radio kao producent, aranžer i kao koautor nekih skladbi (album Zaustavite zemlju).
Iz Prljavog kazališta odlazi 1988. godine, nakon što je objavljen album Zaustavite zemlju i uživo nastupa u Domu sportova. Njegov zadnji nastup s Prljavim kazalištem bio je 18. prosinca 1988. godine na Zagreb Rock Forceu. Razlog odlaska bio je neslaganje s time kako menadžeri vode sastav.
Nakon što je otišao iz sastava Prljavo kazalište nekoliko godina nije svirao, nego se bavio produkcijom i studijskom glazbom. Kao producent sudjeluje na snimanju albuma Plavog orkestra, Zvijezda i Regate. 1991. godine prihvaća poziv Huseina Hasanefendića - Husa i postaje član rock sastava Parni valjak.

### Parni valjak
S Parnim valjkom nastupao je od 1991. do kraja 2005. godine, kada je grupa raspuštena, te je nastavio kao njihov gitarist nakon povratka grupe na scenu 2009. godine. Osim što svira gitaru, u Parnom valjku izvodi i prateće vokale te s Huseinom Hasanefendićem Husom dijeli producentske dužnosti. S Parnim valjkom snimio je šest studijskih i tri albuma uživo te jedan DVD.
Albumi s Parnim valjkom;
- Buđenje (1994. Esnaf), jedini album Parnog valjka koji je posvećen Domovinskom ratu. Album je dobitnik brojnih diskografskih nagrada Porin, a Brkić se kao autor potpisuje na skladbama "Čitaj mi sa usana" i "Dođi..." (zajedno s Marinom Ribarićem). Također na materijalu sudjeluje kao producent i snimatelj.
- Bez struje: Live in ZeKaeM (1995., Croatia Records), uživo album povodom 20 godina od osnutka sastava. Najuspješniji i najprodavaniji je album sastava koji je također nositelj brojnih Porina. Na materijalu se prvi puta kao vokal pojavljuje Kristina Rupčić (poznata kao Tina).
- Samo snovi teku uzvodno (1997., Croatia Records), njihov je najžešći album, a Marijan Brkić potpisuje glazbu u skladbi "Ja još Čekam"[4]
- Zastave (2000., Croatia Records, Košava), jedan od najpopularnijih albuma Parnog valjka. Album se snima u Brkićevom studiju, a on osim što potpisuje glazbu u skladbi "Mala laž", također na materijalu radi kao snimatelj.
- Kao nekada: Live in S.C. (2001., Croatia Records/Master Music), uživo je album koji je snimljen u studentskom centru. Materijal je miksan u Brkićevom studiju 'MB'.
- 25 godina (2001., Croatia Records/Hrvatski telekom), je DVD povodom 25 godina od osnutka sastava.
- Pretežno sunčano? (2004., Croatia Records/Master Music), je posljednji studijski album Parnog valjka.
- Bez struje: Live in ZeKaeM (2005., Croatia Records), uživo je DVD.

Parni valjak prestaje s djelovanjem na Staru godinu 2005., nakon što su održali koncert na Trgu bana Jelačića u Zagrebu. Sredinom 2006. godine odaziva se na poziv Zlatana Stipišića Gibonnija i odlazi s njim na turneju Unca fibre, a također je Gibbonijev uživo album Acoustic:Electric, producirao i miksao u svom studiju.

## Solo karijera
2002. godine izlazi prvi solo studijski album Kristine Rupčić pod imenom Prvi put, na kojemu je Brkić producent, snimatelj i autor većine skladbi.
2007. godine izdaje svoj prvi solo materijal, album Bolji Svijet. Na albumu nastupaju brojni glazbeni gosti; Zlatan Stipišić Gibonni, Oliver Dragojević, Aki Rahimovski, Dado Topić, Tony Cetinski, Massimo Savić, Nikola Marjanović, Mario Huljev, Nina Badrić, Jelena Radan i Tina Rupčić.
Uz Brkićev stalni sastav kojeg čine Dalibor Dado Marinković (bubnjevi), Robert Vrbančić (bas-gitara) i Berislav Blažević (klavijature), na materijalu još sudjeluju i Igor Geržina (saksofon), Neven Frangeš (orgulje), Dinko Janković (klavijature) i Oliver Dragojević (Hammond orgulje).

## Osobni život
Marijan Brkić ima suprugu Adrijanu (zubni tehničar) i dvije kćerke, Lanu (1995.) i Saru (1998.). Slobodno vrijeme najčešće provodi igrajući tenis.
Dobitnik je nagrade "Status Hrvatske glazbene unije za najboljeg gitarista s područja zabavne, pop-rock i urbane glazbe 1996. i 2005."

## Diskografija

### Prljavo kazalište (1979. – 1989.)
- 1979. Prljavo kazalište (Suzy)
- 1980. Crno-bijeli svijet (Suzy)
- 1981. Heroj ulice (Suzy)
- 1983. Korak do sna (Suzy)
- 1985. Zlatne godine (Jugoton)
- 1988. Zaustavite zemlju (Suzy)
- 1989. Sve je lako kad si mlad - uživo album (Suzy)
- 2009. XXX godina (Croatia Records)

### Parni valjak (1991. – 2005.)
- 1994. Buđenje (Esnaf)
- 1997. Samo snovi teku uzvodno (Croatia Records)
- 2000. Zastave (Croatia Records, Košava)
- 2004. Pretežno sunčano? (Croatia Records/Master Music)

Uživo
- 1995. Bez struje: Live in ZeKaeM (Croatia Records)
- 2001. Kao nekada: Live in S.C. (Croatia Records/Master Music)

DVD
- 2002. 25 godina (Croatia Records/Hrvatski telekom)
- 2005. Bez struje: Live in ZeKaeM (Croatia Records)

### Solo
- 2007. Bolji Svijet

### Ostalo
- 2002. Prvi put - Kristina Rupčić
- 2007. Acoustic:Electric - Zlatan Stipišić

## Vanjske poveznice
- Službene stranice Marijana Brkića  Arhivirana inačica izvorne stranice od 21. veljače 2009. (Wayback Machine)
- Službene stranice Parnog valjka
- Stranice sastava Prljavo kazalište  Arhivirana inačica izvorne stranice od 12. srpnja 2011. (Wayback Machine)